# アイデンティティー (企業)
株式会社アイデンティティーは、東京都新宿区に本社を置き、IT人材と企業のマッチングをスムーズにかつ幅広く行えるように仲介するサービスを展開している企業である。
2021年7月より、株式会社デジタルハーツホールディングス（証券コード：3676 東証プライム市場）の連結子会社となった。

## 概要
IT人材に特化した求人広告媒体（techcareer）などのIT人材の採用支援を行うプラットフォーム事業と、IT人材（エンジニア、クリエイター）を中途、派遣、オンサイトの多様な契約形態で支援するITサポート事業、事業企画の3つで構成されている。
3つの事業とも、テクノロジストにキャリア・バリュー・ライフアップを提供しテクノロジストと共にお客様と社会に貢献するという「テクノロジストファースト」を核に展開しており、「世の中のミスマッチをなくす」というミッションを掲げている。

## 沿革
- 2008年（平成20年）
  - 8月-株式会社アイデンティティー設立
  - 12月-特定労働者派遣の許可証を取得（特13-310405）
- 2009年（平成21年）2月-恵比寿に移転
- 2010年（平成22年）4月-代々木に移転
- 2012年（平成24年）
  - 6月-渋谷に移転
  - 8月-新経済連盟加入
- 2014年（平成26年）12月-渋谷（帝都渋谷ビル）に移転
- 2015年（平成27年）9月-関東ITソフトウェア健康保険組合加入
- 2016年（平成28年）2月-一般労働者派遣事業許可を取得（派13-306352）
- 2017年（平成29年）
  - 2月-2017年度「ベストベンチャー100」に認定
  - 9月-プライバシーマーク認定を取得
- 2018年（平成30年）12月-Webメディア「techcareer magazine」をリリース
- 2019年（令和元年）7月-新宿に移転
- 2020年（令和2年）
  - 9月-税理士ドットコムとの協業を開始
  - 10月-大東建託株式会社との協業を開始
  - 12月-福利厚生サービス「ITフリーランスコンソーシアム」の提供を開始
- 2021年（令和3年）7月-株式会社デジタルハーツホールディングスの連結子会社化
- 2024年（令和6年）12月25日-株式会社デジタルハーツホールディングスグループより独立